# خسرو ابراهیمی‌نیا
خسرو ابراهیمی‌نیا سرپرست فدراسیون بادبانی، نایب‌رئیس فدراسیون قایقرانی، رئیس پیشین فدراسیون قایقرانی و همچنین سرپرست اسبق کمیته فوتبال ساحلی فدراسیون فوتبال ایران است.